# Mary Elizabeth Braddon
Mary Elizabeth Braddon (ur. 4 października 1837 w Londynie, zm. 4 lutego 1915 w Richmond) – angielska pisarka. Najbardziej znaną z jej powieści jest Tajemnica pani Audley (ang. Lady Audley’s Secret) z 1862.

## Życiorys
Urodziła się 4 października 1837 roku w Londynie. Kiedy miała 4 lata, jej rodzice się rozeszli (z powodu niewierności ojca). Wychowaniem dzieci zajęła się matka, Fanny, która uczyła Mary Elizabeth w domu. Pisarka wspomagała rodzinę, pracując jako nauczycielka i (od 1856 roku) pisząc do prasy. W latach 1857–1860 zajmowała się aktorstwem (występowała pod pseudonimem „Mary Seyton”). W 1860 roku poznała wydawcę Johna Maxwella i związała się z nim.
Od 1860 roku publikowała opowiadania w wydawanym przez Maxwella czasopiśmie. W latach 60. zaczęła też publikować powieści. W 1862 wydała swoją najbardziej znaną powieść – Tajemnicę pani Audley. Zyskała ona błyskawicznie popularność – w ciągu 10 dni wyprzedano trzy wydania.
W sumie wydała ok. 60–80 powieści. Stała się bardzo popularną autorką powieści sensacyjnych i melodramatów. Pisywała także wiersze i sztuki teatralne.
W 1874 roku wzięła ślub z Johnem Maxwellem. Wcześniej żyli w konkubinacie, ponieważ Maxwell nie mógł uzyskać rozwodu od swojej żony, Mary Ann, przebywającej w zakładzie dla umysłowo chorych. Dopiero po jej śmierci mógł ożenić się z Elizabeth Braddon. Para żyła razem aż do śmierci Maxwella w 1895 roku, miała szóstkę dzieci.
W 1907 roku przebyła udar; od tego czasu jej zdrowie ulegało pogorszeniu. Zmarła po kolejnym udarze 4 lutego 1915 roku w swoim domu w Richmond.

## Twórczość
Była autorką melodramatycznych powieści z wątkami sensacyjnymi (morderstwa, szaleństwo itp.) czy śmiałymi obyczajowo (np. bigamia), jedną z wiodących autorek (i pionierek) tego typu twórczości.
Była też autorką powieści detektywistycznych. Jej debiut powieściowy (Three Times Dead, wydany też jako The Trail of the Serpent) jest niekiedy określany jako pierwsza brytyjska powieść detektywistyczna. Może też być pierwszą powieścią, w której pojawia się detektyw z niepełnosprawnością – jej bohater jest niemową, posługującym się wyłącznie językiem migowym. Z kolei bohaterka jej powieści Eleanor’s Victory (1863) jest jedną z pierwszych kobiet-detektywów w literaturze.
Kontrowersje budziły jej postacie kobiece – piękne bohaterki były zdolne do okrucieństwa, zbrodni i innych niemoralnych czynów, co nie zgadzało się ze stereotypowym w tamtym czasie postrzeganiem kobiecości.

### Wybrane powieści
- Tajemnica pani Audley (ang. Lady Audley’s Secret, 1862)
- Zwycięstwo Eleonory (ang. Eleanor’s Victory, 1863)
- Drapieżne ptaki (ang. Bird’s of Prey, 1867)
- Złotowłosa (ang. Asphodel, 1881)
- Pod czerwonym sztandarem (ang. Under the Red Flag, 1883)[1]